# Ursicino (nome)
Ursicino  è un nome proprio di persona italiano maschile.

## Varianti
- Maschili: Ursicio[1]
- Femminili: Ursicina[1], Ursicia[1]

### Varianti in altre lingue
- Latino: Ursicinus
- Ligure: Olcese[1]
- Polacco: Ursycyn
- Tedesco: Ursicin

## Origine e diffusione

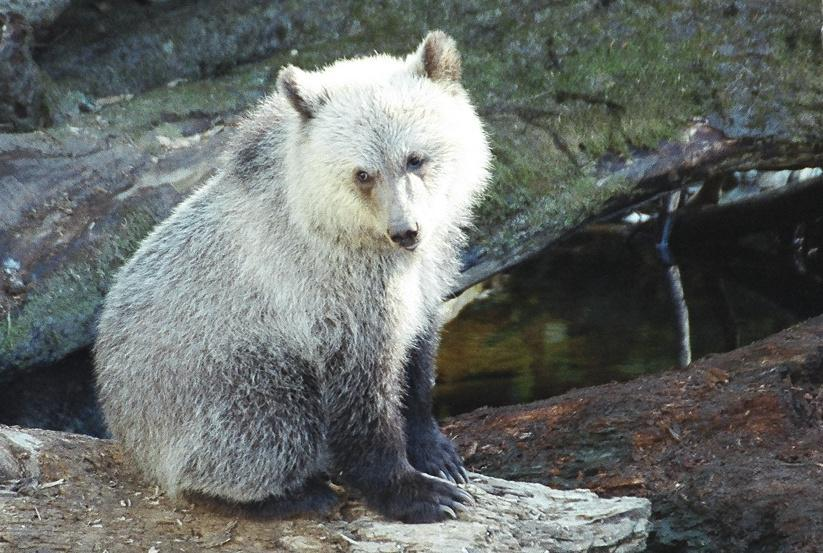
Un cucciolo di orso grizzly

Deriva dal latino Ursicinus, un diminutivo del termine ursus ("orso"), a cui risalgono anche i nomi Orso e Orsola; il significato viene talvolta interpretato come "piccolo orso", "orsetto".
Nome di scarsissima diffusione in Italia, è ricordato principalmente per via del santo vescovo Ursicino od Olcese.

## Onomastico
L'onomastico si può festeggiare in memoria di più santi, alle date seguenti:
- 22 gennaio, sant'Olcese (o Ursicino), vescovo in Gallia[3][4], morto in Liguria
- 28 aprile (o 16 o 19 giugno[2]), sant'Ursicino, medico, martire a Ravenna[3][4]
- 21 giugno, sant'Ursicino, vescovo di Pavia[3]
- 24 luglio, sant'Ursicino, vescovo di Sens[2][4]
- 14 agosto, sant'Ursicino o Ursicio, martire nell'Illyricum o a Nicomedia[3][4]
- 5 settembre, sant'Ursicino, vescovo di Ravenna[5]
- 2 ottobre, sant'Ursicino II, abate a Disentis, vescovo di Coira ed eremita[3][4]
- 1º dicembre, sant'Ursicino, vescovo di Brescia[2][4]
- 20 dicembre, sant'Ursicino del Giura, monaco irlandese, amico e compagno di san Colombano, missionario in Svizzera[3][4]
- 20 dicembre, sant'Ursicino, abate e vescovo di Cahors[4]

## Persone
- Ursicino, generale romano
- Ursicino o Ursino, antipapa
- Ursicino o Olcese, vescovo francese
- Ursicino, vescovo di Brescia
- Ursicino, vescovo di Ravenna
- Ursicino, vescovo di Torino
- Ursicino del Giura, monaco e missionario irlandese

### Varianti
- Ursicin Gion Gieli Derungs, teologo e scrittore svizzero